# Тоні Польстер
То́ні По́льстер (нім. Toni Polster, нар. 10 березня 1964, Відень) — австрійський футболіст, нападник. По завершенні ігрової кар'єри — футбольний тренер.

## Клубна кар'єра
Народився 10 березня 1964 року в місті Відень. Вихованець футбольної школи клубу «Аустрія» (Відень).
У дорослому футболі дебютував 1982 року виступами за «Зіммерингер СК», в якому грав на правах оренди, взявши участь у 13 матчах чемпіонату.
Влітку 1982 року повернувся у «Аустрію», разом з якою виграв три чемпіонських титули поспіль, а також кубок країни.
Згодом, з 1987 по 1993 рік грав у складі «Торіно», «Севільї», «Логроньєса» та «Райо Вальєкано».
Своєю грою за останню команду привернув увагу представників тренерського штабу «Кельна», до складу якого приєднався 1993 року. Відіграв за кельнський клуб наступні п'ять сезонів своєї ігрової кар'єри. Більшість часу, проведеного у складі «Кельна», був основним гравцем атакувальної ланки команди. У складі «Кельна» був одним з головних бомбардирів команди, маючи середню результативність на рівні 0,52 голу за гру першості.
Протягом 1998–2000 років захищав кольори «Боруссії» (Менхенгладбах).
Завершив професійну ігрову кар'єру у клубі «Аустрія» (Зальцбург), за який недовго виступав протягом 2000 року.

## Виступи за збірну
1983 року залучався до складу молодіжної збірної Австрії, у складі якої брав участь у молодіжному чемпіонаті світу в Мексиці.
17 листопада 1982 року дебютував в офіційних матчах у складі національної збірної Австрії в матчі кваліфікації на Євро-1984 проти збірної Туреччини, який завершився перемогою австрійців з рахунком 4-0, а Тоні забив один з голів.
У складі збірної був учасником чемпіонату світу 1990 року в Італії та чемпіонату світу 1998 року у Франції. На обох турнірах Польстер відіграв в усіх трьох матчах збірної.
У 2000 році Тоні провів прощальний матч за збірну Австрії проти збірної Ірану, що закінчився з рахунком 5:1. На матчі були присутні 24000 глядачів, проте Польстер в тій грі так і не забив.
Протягом кар'єри у національній команді, яка тривала 19 років, провів у формі головної команди країни 95 матчів, забивши 44 голи.

## Кар'єра тренера
Розпочав тренерську кар'єру, повернувшись до футболу після тривалої перерви, 2010 року, очоливши тренерський штаб молодіжного клубу ЛАСК (Лінц), з яким пропрацював до 2011.

## Клубна статистика
| Чемпіонат | Чемпіонат                  | Чемпіонат        | Ліга | Ліга |
| Сезон     | Клуб                       | Ліга             | Ігри | Голи |
| Австрія   | Австрія                    | Австрія          | Ліга | Ліга |
| --------- | -------------------------- | ---------------- | ---- | ---- |
| 1982/83   | «Аустрія» (Відень)         | Бундесліга       | 26   | 11   |
| 1983/84   | «Аустрія» (Відень)         | Бундесліга       | 23   | 13   |
| 1984/85   | «Аустрія» (Відень)         | Бундесліга       | 29   | 24   |
| 1985/86   | «Аустрія» (Відень)         | Бундесліга       | 34   | 32   |
| 1986/87   | «Аустрія» (Відень)         | Бундесліга       | 35   | 39   |
| Італія    | Італія                     | Італія           | Ліга | Ліга |
| 1987/88   | «Торіно»                   | Серія А          | 27   | 9    |
| Іспанія   | Іспанія                    | Іспанія          | Ліга | Ліга |
| 1988/89   | «Севілья»                  | Ла Ліга          | 32   | 9    |
| 1989/90   | «Севілья»                  | Ла Ліга          | 35   | 33   |
| 1990/91   | «Севілья»                  | Ла Ліга          | 35   | 13   |
| 1991/92   | «Логроньєс»                | Ла Ліга          | 38   | 14   |
| 1992/93   | «Райо Вальєкано»           | Ла Ліга          | 31   | 14   |
| Німеччина | Німеччина                  | Німеччина        | Ліга | Ліга |
| 1993/94   | «Кельн»                    | Бундесліга       | 26   | 17   |
| 1994/95   | «Кельн»                    | Бундесліга       | 32   | 17   |
| 1995/96   | «Кельн»                    | Бундесліга       | 28   | 11   |
| 1996/97   | «Кельн»                    | Бундесліга       | 32   | 21   |
| 1997/98   | «Кельн»                    | Бундесліга       | 33   | 13   |
| 1998/99   | «Боруссія» (Менхенгладбах) | Бундесліга       | 31   | 11   |
| 1999/00   | «Боруссія» (Менхенгладбах) | Друга Бундесліга | 7    | 4    |
| Австрія   | Австрія                    | Австрія          | Ліга | Ліга |
| 1999/00   | «Аустрія» (Зальцбург)      | Бундесліга       | 12   | 2    |
| Країна    | Австрія                    | Австрія          | 159  | 121  |
| Країна    | Італія                     | Італія           | 27   | 9    |
| Країна    | Іспанія                    | Іспанія          | 171  | 83   |
| Країна    | Німеччина                  | Німеччина        | 189  | 94   |
| Всього    | Всього                     | Всього           | 546  | 307  |

### Збірна
- Згідно з даними сайту rsssf.com[1]

| Збірна Австрії | Збірна Австрії | Збірна Австрії |
| Роки           | Ігри           | Голи           |
| -------------- | -------------- | -------------- |
| 1982           | 1              | 1              |
| 1983           | 0              | 0              |
| 1984           | 3              | 0              |
| 1985           | 4              | 1              |
| 1986           | 6              | 5              |
| 1987           | 6              | 2              |
| 1988           | 6              | 1              |
| 1989           | 6              | 4              |
| 1990           | 10             | 1              |
| 1991           | 2              | 0              |
| 1992           | 8              | 5              |
| 1993           | 7              | 1              |
| 1994           | 7              | 5              |
| 1995           | 7              | 7              |
| 1996           | 6              | 2              |
| 1997           | 8              | 6              |
| 1998           | 7              | 3              |
| 1999           | 0              | 0              |
| 2000           | 1              | 0              |
| Всього         | 95             | 44             |

## Титули та досягнення

### Командні
- Чемпіон Австрії (3):

«Аустрія» (Відень): 1983-84, 1984-85, 1985-86
- Володар Кубка Австрії (1):

«Аустрія» (Відень): 1985-86

### Особисті
- Володар Золотого бутсу УЄФА: 1986-87 (39 голів)
- Найкращий бомбардир чемпіонату Австрії: 1984-85, 1985-86, 1986-87
- Футболіст року в Австрії: 1986, 1997
- Спортсмен року в Австрії: 1997
- 73-є місце в списку найкращих футболістів Європи XX століття за версією IFFHS
- 6-є місце в списку найкращих футболістів Австрії XX століття за версією IFFHS